# Tagoropsis dura
Tagoropsis dura is een vlinder uit de familie van de nachtpauwogen (Saturniidae). De wetenschappelijke naam van de soort is voor het eerst geldig gepubliceerd in 1870 door Keferstein.